# Terminal (album)
Terminal je tretji glasbeni album slovenske alternativne rock skupine Psycho-Path, izdan leta 2000 pri založbi Multimedia Records. Glasba na albumu je bila napisana za istoimensko plesno predstavo koreografa in režiserja Matjaža Fariča in njegove plesne skupine Flota. Pesmi so bile posnete v živo (glasbo v predstavi je skupina odigrala v živo), in sicer od 8. do 11. decembra 1999 na Cekinovem gradu v parku Tivoli, kasneje pa so bile obdelane v studiu.
V pesmi »Air Rager« gostuje Scott McCloud, vokalist washingtonske indie rock/post-hardcore skupine Girls Against Boys. Pevka Melanija Fabčič je v intervjuju za Primorsko srečanje leta 2000 dejala, da »je sodelovanje s Scottom gotovo ena od stvari, ki ji doslej pomeni največ v njeni glasbeni karieri«.

## Seznam pesmi
Vse pesmi je napisala skupina Psycho-Path. Vsa besedila je napisala Melanija Fabčič – Melée.
1. »Time Over – Timeout« – 3:38
2. »Despite This We Still Control the Skies« – 5:21
3. »Unputdownable« – 3:12
4. »New Fun« – 12:22
5. »Fun« – 2:56
6. »Air Rager« (feat. Scott McCloud) – 2:56
7. »Ueberhand« – 6:21

## Zasedba

### Psycho-Path
- Melanija Fabčič - Melée — vokal
- Denis Oletič — kitara
- Jernej Šavel — kitara
- Janez Žlebič — bas kitara
- Matej Šavel — bobni
- Štefan Kovač - Pipi — zvočni tehnik (v živo), snemanje

### Ostali
- Hannes Jaeckl (kot "J. Kell") — produkcija, snemanje, miksanje
- Rupert Metnitzer — mastering

Album je bil zmiksan v Tricom Music v Dortmundu, Nemčija. Mastering je bil opravljen v Musikproduktion Metnitzer v Gradcu, Avstrija.